# Peucedanum coriaceum
Peucedanum coriaceum är en flockblommig växtart som beskrevs av Heinrich Gottlieb Ludwig Reichenbach. Peucedanum coriaceum ingår i släktet siljor, och familjen flockblommiga växter. Inga underarter finns listade i Catalogue of Life.